# Erebus truncata
Erebus truncata är en fjärilsart som beskrevs av Moore 1877. Erebus truncata ingår i släktet Erebus och familjen nattflyn. Inga underarter finns listade i Catalogue of Life.